# 別利敦恰納湖
67°51′13″N 95°49′44″E / 67.8536°N 95.8289°E
別利敦恰納湖（俄语：Бельдунчана），是俄羅斯的湖泊，位於該國中部，由克拉斯諾亞爾斯克邊疆區負責管轄，長75公里、寬2公里，面積85.3平方公里，海拔高度326米，集水區面積251平方公里。